# 3 Pułk Strzelców im. Józefa Poniatowskiego
3 Pułk Strzelców im. Józefa Poniatowskiego – oddział piechoty sformowany  we Włoszech w 1918 roku, w ramach Armii Polskiej we Francji, z jeńców armii austro-węgierskiej i Armii Cesarstwa Niemieckiego narodowości polskiej.

## Formowanie i zmiany organizacyjne
W ostatnich dniach grudnia 1918 i na początku stycznia 1919 w obozie Santa Maria Capua Vetere zorganizowano 12 kompanijny 3 Pułk Strzelców im. Józefa Poniatowskiego.

## Żołnierze pułku
| Dowódcy pułku | Dowódcy pułku   | Dowódcy pułku          | Dowódcy pułku      |
| stopień       | imię i nazwisko | okres pełnienia służby | kolejne stanowisko |
| ------------- | --------------- | ---------------------- | ------------------ |
| kpt.          | Witold Wartha   | XI 1918 –              |                    |